# NGC 4811
NGC 4811 (другие обозначения — ESO 323-47, MCG -7-27-19, AM 1254-413, DCL 411, PGC 44201) — линзообразная галактика с перемычкой (морфологический тип SB0-a) в созвездии Центавра. Открыта Джоном Гершелем в 1834 году.
Этот объект входит в число перечисленных в оригинальной редакции «Нового общего каталога».
Галактика содержит неполную линзу и пылевые облака, обладает очень тусклой короной. Отмечена как взаимодействующая с находящейся в 1′ к югу галактикой NGC 4812; с компаньоном её соединяет слабый мост, видны также выбросы, вызванные приливными эффектами.